# Michael Lameck
Michael Lameck (Essen, 15 settembre 1949) è un allenatore di calcio ed ex calciatore tedesco, di ruolo terzino.

## Carriera
Giocò per sedici stagioni in Bundesliga con il Bochum.

## Palmarès

### Giocatore

#### Competizioni internazionali
- Coppa Piano Karl Rappan: 1

Bochum: 1978